# Sandžak
Sandžak (serbio: Санџак, bosnio: Sandžak, turco: Sancak) es una región geográfica del centro de los Balcanes. Su territorio se reparte entre los estados de Serbia y Montenegro. Su nombre deriva del sanjacado de Novi Pazar, un distrito administrativo del Imperio otomano que existió hasta las guerras de los Balcanes de 1912. 
El Congreso de Berlín de 1878 asignó el territorio, junto con Bosnia y Herzegovina a la administración del Imperio austrohúngaro, aunque teóricamente seguían siendo territorio otomano. Tras la Crisis bosnia de 1908 desencadenada por la toma del poder en Estambul por los Jóvenes Turcos, el gobierno de Viena aprovechó el momento para anexionarse formalmente Bosnia y Herzegovina, aunque devolvió el sanjacado de Novi Pazar a la administración otomana. El territorio volvió así a poder de Estambul hasta las guerras de los Balcanes de 1912-1913.
Tras la segunda guerra de los Balcanes que dio lugar al Tratado de Bucarest, la región se dividió entre el Reino de Serbia y el Reino de Montenegro, que habían combatido en el mismo bando contra Reino de Bulgaria en la guerra.
En la actualidad, la zona es marco de conflictos y protestas por parte de las minorías étnicas de religión islámica, (bosníacos y albaneses), algunos de cuyos representantes han planteado escenarios de autonomía e incluso de secesión, todo ello en el contexto de la problemática situación fronteriza del territorio con Kosovo y Bosnia.

## Nombre
La región es llamada Novopazarski Sandžak (Новопазарски Санџак), por todos los miembros de los cuatro grupos étnicos que viven en la zona (albaneses, bosníacos, montenegrinos, y serbios). En ocasiones los serbios la nombran como Óblast de Raška (Рашка Област).

## Demografía
Las religiones principales son:
Islámica el 54%, mayoritaria en los municipios de Novi Pazar, Plav, Rožaje, Sjenica y Tutin.
Ortodoxa serbia y montenegrina el 41%, mayoritaria en las poblaciones de Andrijevica, Nova Varoš, Pljevlja, Priboj y Prijepolje.
Las villas de Berane y Bijelo Polje, son mixtas con mayoría relativa serbia.